# هوجو آکی‌توکی
هوجو آکی‌توکی (北条顕時؛ ۱ ژانویهٔ ۱۲۴۸ – ۷ مهٔ ۱۳۰۱) یک رهبر نظامی (۱۱۸۵–۱۳۳۳) در دوره کاماکورا بود. وی سومین رهبر خاندان هوجو (شاخه کانازاوا) بود. او پدر همسر اصلی آشیکاگا سادائوجی بود. 
شوگون آشیکاگا تاکائوجی پسر آشیکاگا سادائوجی از همسر غیر اصلی او اوئه‌سوگی کیوکو بود.